# Thyristor

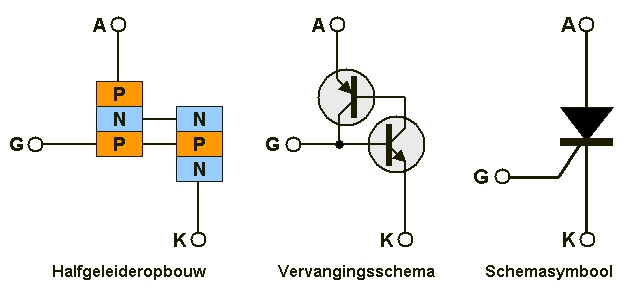
De thyristor

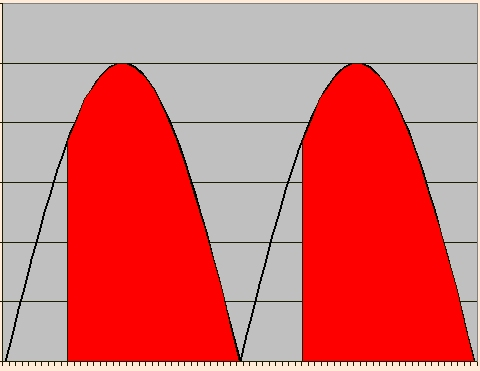
Aansnijding van gelijkgerichte wisselspanning

Een thyristor is een halfgeleider, met de werking van een elektronische schakelaar, die geschikt is om grote vermogens bij hoge spanningen met betrekkelijk weinig verlies te schakelen. 

## Werking
Een thyristor gedraagt zich als een schakelbare diode, die met een extra stuuraansluiting (de z.g. gate), te bedienen is. De kathode wordt gemeenschappelijk gebruikt voor hoofd- en stuurstroom. Bij het aanleggen van een positieve gelijkspanning op de anode ten opzichte van de kathode, kan de thyristor door een triggerpuls op de gate in geleiding gebracht worden; er loopt dan een stroom door de thyristor en door de belasting. Als er eenmaal stroom loopt blijft deze lopen ongeacht de spanning op de gate. Dit is goed te zien in het vervangingsschema: beide transistoren sturen elkaar open. Wel neemt de dissipatie (warmte-ontwikkeling) in de thyristor toe naarmate er meer stroom door de gate loopt. Daarom wordt in professionele regelingen een reeks korte pulsjes (pulstrein) gebruikt. De thyristor schakelt pas weer uit als de stroom erdoor onder een minimumwaarde daalt. Deze grens wordt de houdstroom (IH) genoemd en verschilt per type thyristor. Een thyristor kan daarom alleen bij gelijkgerichte wisselspanning worden gebruikt, want tijdens de nuldoorgang is de stroom kleiner dan de houdstroom, zie afbeelding. Als de anodespanning negatief wordt gedraagt de thyristor zich als isolator.

## Toepassing

3-fase thyristorbrug voor een gelijkstroommotor

Thyristors worden veel gebruikt in de vermogenselektronica, waar door middel van faseaansnijding gelijkstroommotoren aangestuurd worden. Een driefasenthyristorbrug is vergelijkbaar met een driefasendiodebrug. Alleen is de uitgangsspanning bij een thyristorbrug regelbaar, waarmee het toerental en het koppel van de aan te sturen motor gevarieerd kunnen worden. De directe aansturing door middel van thyristors wordt de laatste jaren minder toegepast, omdat er steeds meer driefasige asynchrone motoren gebruikt worden; deze kunnen geregeld worden met een frequentieregelaar of een frequentieomvormer. Alleen voor grote vermogens, in de orde-grootte van een megawatt (onder andere bij locomotieven NS 1600, RET Metrotype M (5151 en 5152) en GTL8- en ICM-materieel), worden uitsluitend thyristorchoppers met forse LC-resonante stroomcommutatie toegepast.
Bij een thyristorbrug is er sprake van zes thyristors in één robuuste behuizing. De aansturing hiervan is vrij complex, want de gatespanning voor elk element moet met de kathodespanning 'meelopen'. Voor kleine regelingen zoals in boormachines, stofzuigers en lichtdimmers worden vaker triacs gebruikt, omdat daarbij de gatesturing erg eenvoudig is.
De GTO-thyristor (Gate turn off) kan ook worden uitgeschakeld door een negatieve spanning op de gate. Deze wordt, evenals de RCT (reverse conducting thyristor), veel toegepast in zware choppers en inverters voor de elektrische tractie.